# Bonnie Blue
Bonnie Blue, pseudoniem van Tia Emma Billinger (Stapleford, 14 mei 1999), is een Brits pornoactrice. 
Haar werk op OnlyFans zorgde meermaals voor controverse. Zo maakte ze porno met mannelijke studenten en probeerde ze in 2025 een wereldrecord te vestigen door zogezegd seks te hebben met 1057 mannen in de tijdspanne van één dag. In 2025 bracht Channel 4 een documentaire uit over Bonnie Blue. Naar aanleiding daarvan richtte barones Gabby Bertin, die als Conservatieve in het Hogerhuis zetelt, een taskforce op die wetgeving zal voorstellen om "amper legale" porno, die "seksueel misbruik van kinderen aanmoedigt", criminaliseert.